# Divine Naah
Divine Yelsarmba Naah (Obuasi, 20 april 1996) is een Ghanees voetballer die bij voorkeur als middenvelder speelt.

## Carrièrestatistieken
| Seizoen                     | Club              | Competitie      | Competitie | Competitie | Beker | Beker | Internationaal | Internationaal | Overig | Overig | Totaal | Totaal |
| Seizoen                     | Club              | Competitie      | Wed.       | Dlp.       | Wed.  | Dlp.  | Wed.           | Dlp.           | Wed.   | Dlp.   | Wed.   | Dlp.   |
| --------------------------- | ----------------- | --------------- | ---------- | ---------- | ----- | ----- | -------------- | -------------- | ------ | ------ | ------ | ------ |
| 2014/15                     | Manchester City   | Premier League  | 0          | 0          | 0     | 0     | 0              | 0              | 0      | 0      | 0      | 0      |
| 2014/15                     | → Strømsgodset IF | Tippeligaen     | 1          | 0          | 0     | 0     | 0              | 0              | 0      | 0      | 1      | 0      |
| 2014/15                     | → NAC Breda       | Eredivisie      | 9          | 0          | 0     | 0     | 0              | 0              | 4      | 1      | 13     | 1      |
| 2015/16                     | → NAC Breda       | Eerste divisie  | 25         | 2          | 0     | 0     | 0              | 0              | 4      | 1      | 29     | 3      |
| Carrière totaal             | Carrière totaal   | Carrière totaal | 35         | 2          | 0     | 0     | 0              | 0              | 8      | 2      | 43     | 4      |
| Bijgewerkt tot 29 juli 2016 |                   |                 |            |            |       |       |                |                |        |        |        |        |